# Connor, agent très spécial
Connor, agent très spécial (Connor Undercover) est une série télévisée canadienne en 38 épisodes de 23-26 minutes, produite par les studios Heroic Film Company, et diffusée entre le 17 septembre 2010 et le 31 janvier 2011 sur Family.
En France, la série a été diffusée à partir du 8 janvier 2011 sur Canal J et sur Gulli.

## Synopsis
Connor Heath est un adolescent ordinaire de quinze ans. Il est très imaginatif et est toujours en quête d'aventure mais il n'arrive jamais à ses fins, jusqu'à ce que la fille du Président de Cordoue, Gisela, est envoyée pour vivre avec lui et sa famille. 
Après de nombreuses tentatives d'atteintes sur la vie de Gisela, Eduardo, un garde du corps pour les services secrets de Cordoue, se joint à eux. 
Ensemble, ils vont devoir faire face à l'ancien ami de Gisela, Zatari, un agent redoutable dont la mission est de capturer la fille du président, afin de prendre son ADN pour l'utiliser dans une expérience illégale de clonage humain.

## Distribution

### Acteurs principaux
- Max Morrow (VQ : Aliocha Schneider) : Connor Heath
- Lola Tash (en) (VQ : Catherine Brunet) : Gisela Calicos
- Gavin Fox (en) (VQ : Patrice Dubois) : Eduardo Garcia
- Jordan Francis (VQ : Sébastien Reding) : Dave « Whynot » Wynott
- Carleigh Beverly (VQ : Kim Jalabert) : Tanya Gilette
- Dylan Authors (de) (VQ : Damien Muller) : Ty Heath
- Ana Golja (en) (VQ : Ludivine Reding) : Lily Bogdakovitch

### Acteurs secondaires
- Howard Hoover : Reuben Heath
- Jude Coffey : Julia Heath
- Randy Thomas (VQ : Denis Gravereaux) : President Calicos
- Raquel Cadilha : Tanya
- Will Bowes : Renford
- Marline Yan (en) : Sophia
- Jacob Neayem : Hugo
- Tattiawna Jones (en) : Zatari
- Mukundan J : Azul

 Source et légende : version québécoise (VQ) sur Doublage.qc.ca

## Épisodes

### Première saison (2010)
1. L'Arrivée (Arrival)
2. La Preuve (Proof)
3. La Couverture (Cover Story)
4. Coup bas (Trash Talk)
5. Piqué (Stung)
6. Bouclé (Lockdown)
7. Traduction et trahison (Lost in Translation)
8. Fermé pour rénovation (Geolocked)
9. La Diva (Diva)
10. Mode criminelle (Fashion Crimes)
11. Ancienne flamme (Old Flame)
12. Titre français inconnu (Ed Lite)
13. Le Mot de passe (Password Protect)

### Deuxième saison (2010-2011)
1. Attaques personnelles (This Time it's Personal)
2. L'Art du déguisement (Fake Out)
3. Quand la génétique s'en mêle (Background Check)
4. La Taupe (Whack-a-Mole)
5. Drôle de bonbon (Hard Candy)
6. Secrets et mensonges (Secrets and Lies)
7. Cours d’atterrissage (Crash Course)
8. Le Roi de l'évasion (Escape Artist)
9. Méfiance (Fear Itself)
10. Une Petite mission (Dead Drop)
11. Dîné raté (Dinner is Ruined)
12. Un Bruit qui court (Stop Bugging Me)
13. Le Traitre (Rogue)
14. Espions vs. Espions (Spies vs. Spies)
15. Rouge à lèvres mortel (Deadly Lipgloss)
16. Limiter les dégâts (Damage Control)
17. Le Compte à rebours (The Ticking House)
18. La Clé (The Key)
19. Titre français inconnu (003rd Wheel)
20. Titre français inconnu (Betrayals)
21. Titre français inconnu (The Eye of Cordoba)
22. Titre français inconnu (The Pod Couple)
23. Titre français inconnu (Home Scary Home)
24. Titre français inconnu (If You Could Read My Mind)
25. Titre français inconnu (Beating Azul Start)